# Szakłak
Szakłak (Rhamnus L.) – rodzaj roślin należący do rodziny szakłakowatych. Liczy ok. 125–150 gatunków. Występują głównie na półkuli północnej, osiągając największe zróżnicowanie we wschodniej Azji i Ameryce Północnej, tylko kilka gatunków rośnie w Europie i Afryce, we florze Polski występuje tylko jeden gatunek – szakłak pospolity R. cathartica. 

## Morfologia

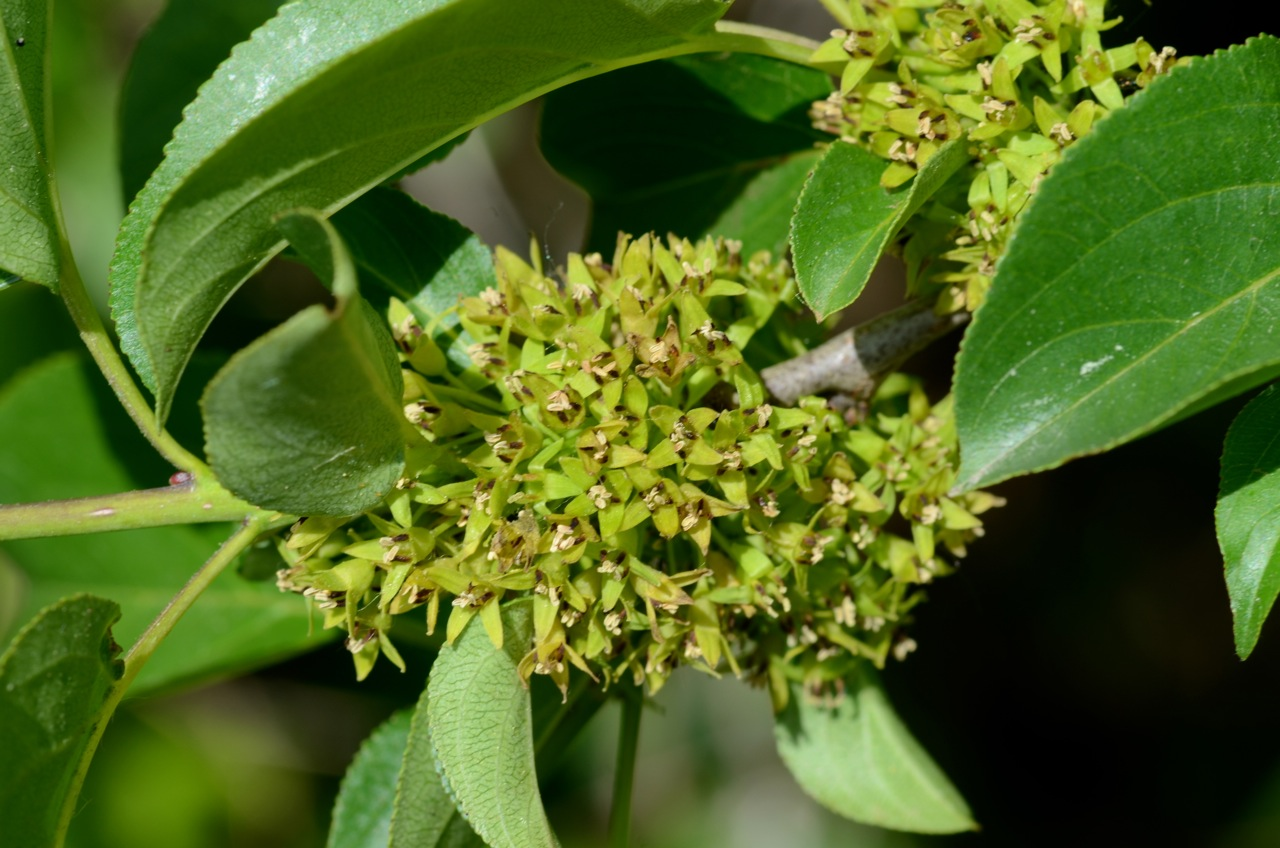
Kwiaty szakłaka pospolitego

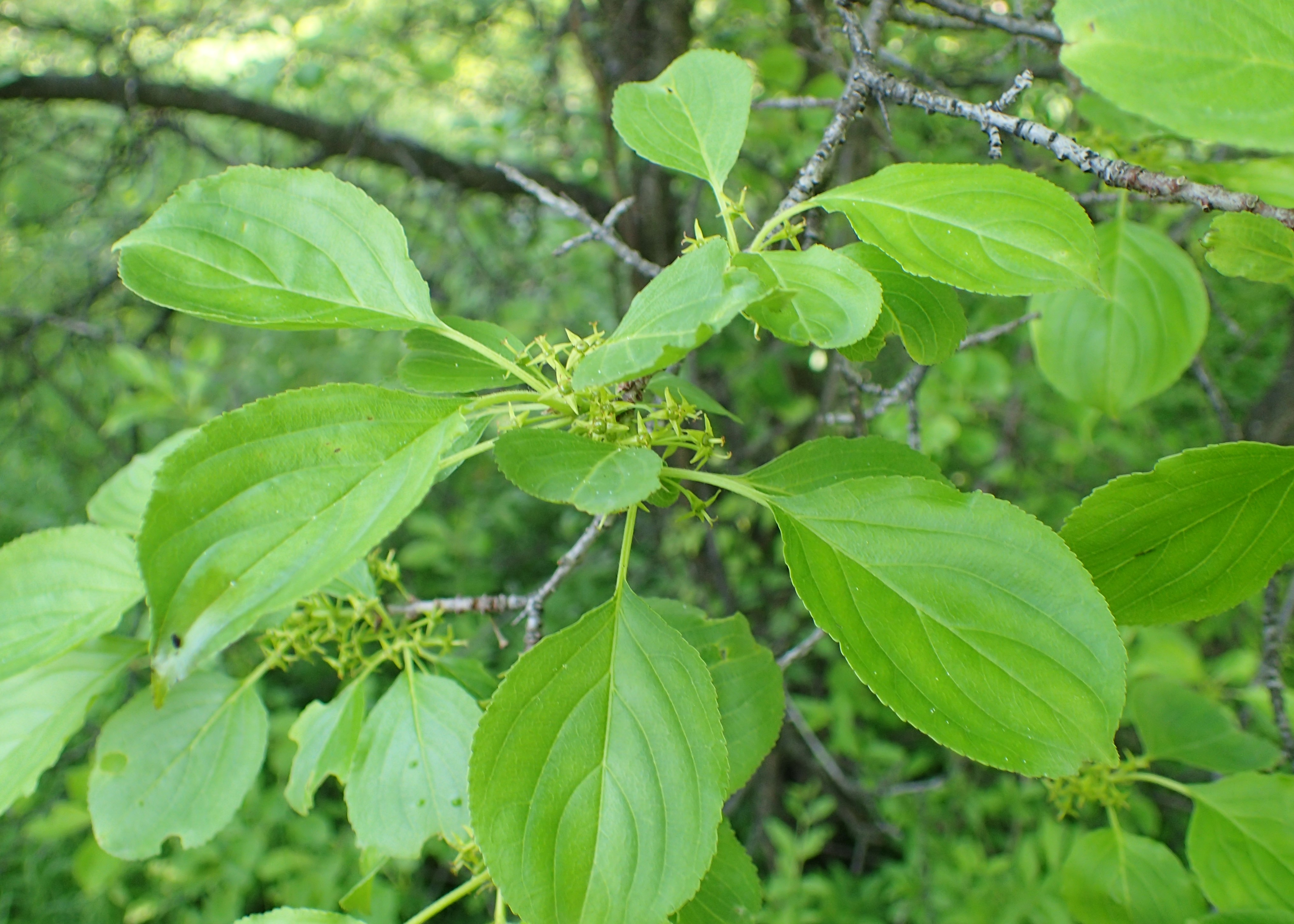
Rhamnus utilis

PokrójKrzewy lub małe drzewa do 6 m wysokości, czasem płożące. U wielu gatunków występują ciernie.
LiścieZimozielone lub opadające na zimę, naprzeciwległe lub skrętoległe. Pojedyncze, często o piłkowanych brzegach, rzadko całobrzegie. Przylistki zwykle szybko opadające, rzadko trwałe.
KwiatyNiepozorne, jedno- lub obupłciowe, wyrastające w gronach w kątach liści. Działek 4 lub 5, zrośniętych u nasady kubeczkowato. Płatki zredukowane, czasem zupełnie ich brak. Pręcików 4 lub 5, przyrośniętych do działek. Zalążnia górna z 2 lub 3 owocolistków. Szyjka słupka trójdzielna.
OwoceNiewielkie, mięsiste pestkowce, zwykle czarne, rzadziej czerwone. Zawierają 2–4 nasiona.

## Biologia
Kwiaty zapylane są przez muchówki i błonkówki. Owoce chętnie zjadane przez ptaki, które przyczyniają się do rozsiewania nasion.

## Systematyka
Synonimy

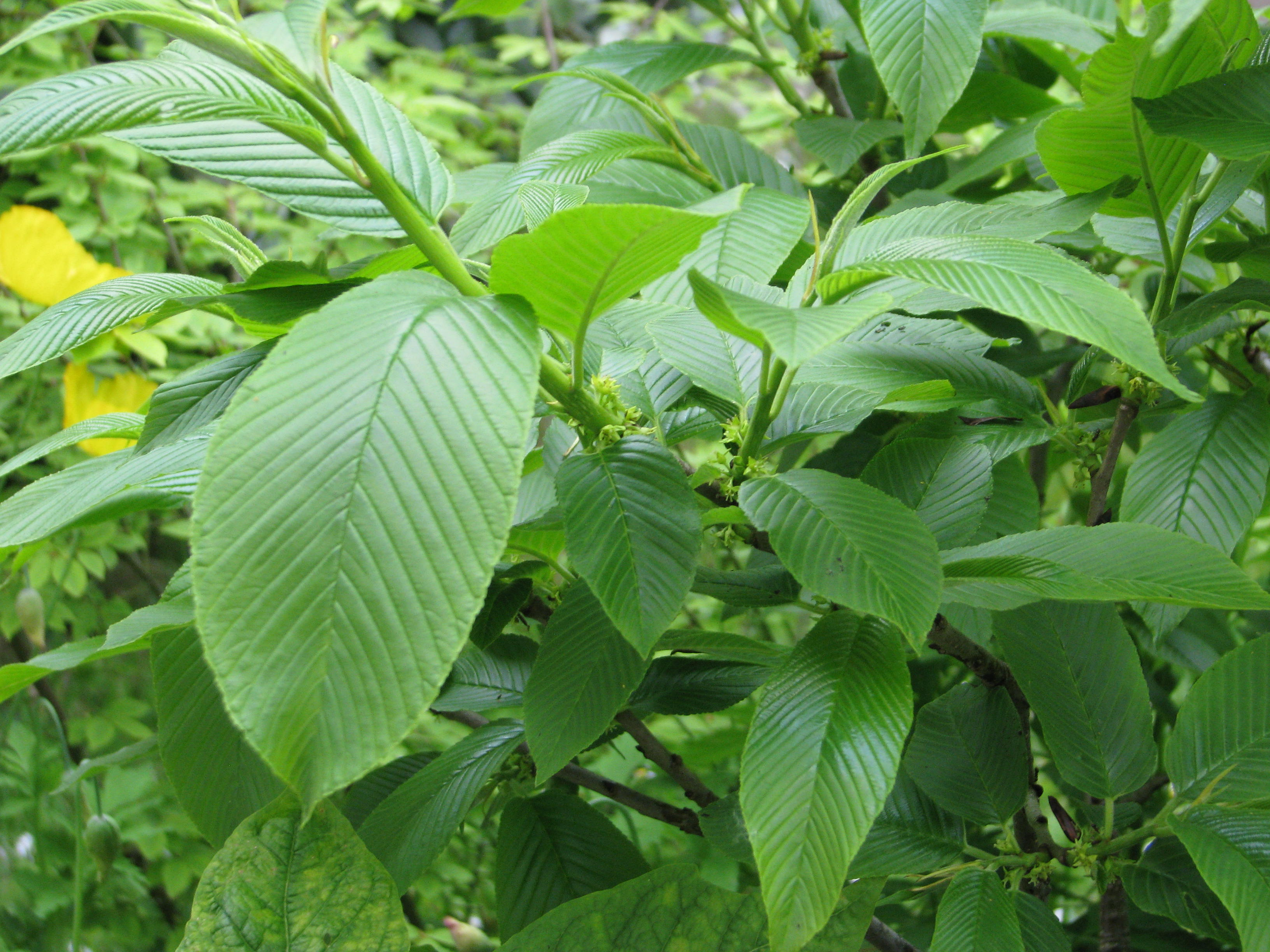
Rhamnus imeretina

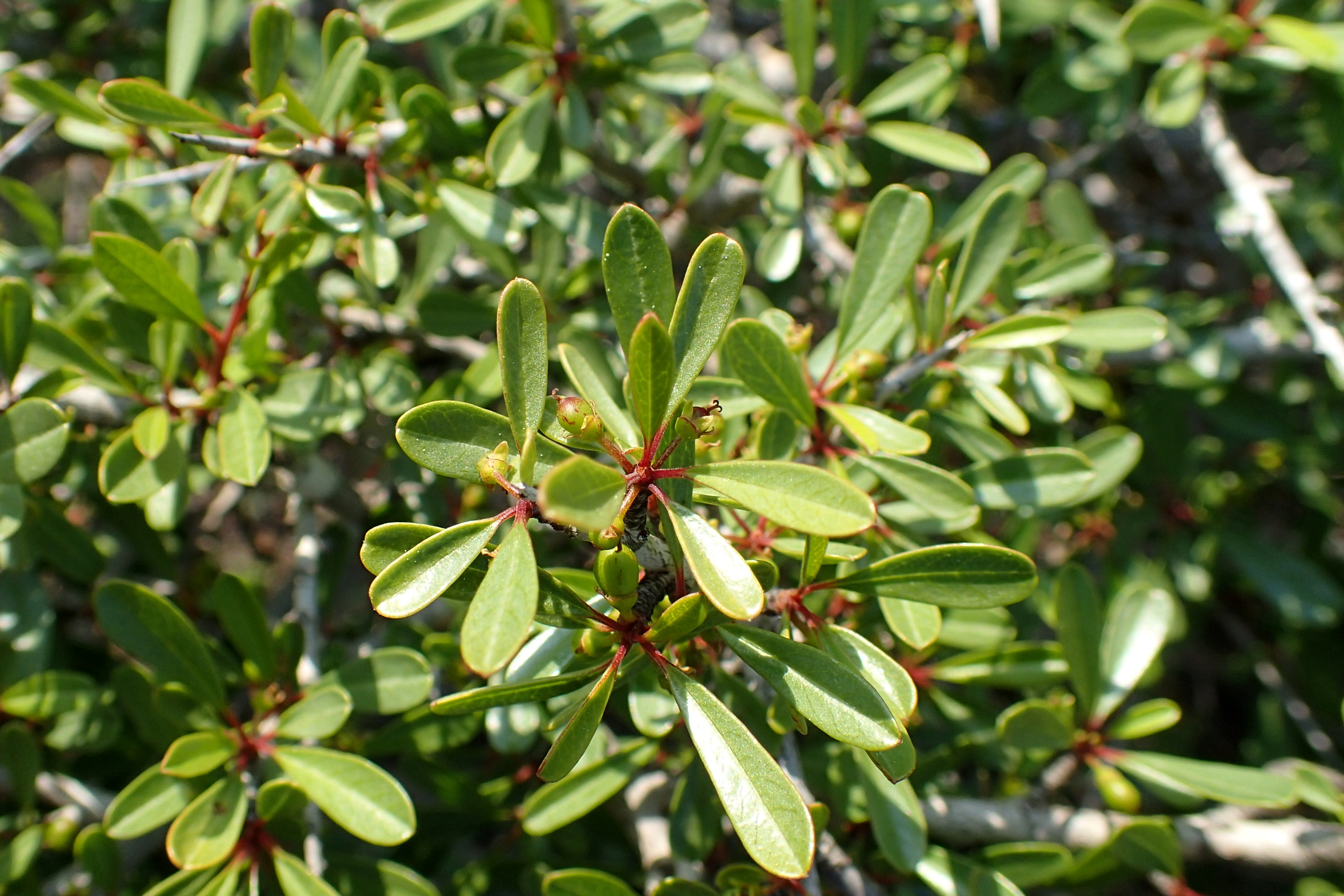
Rhamnus lycioides

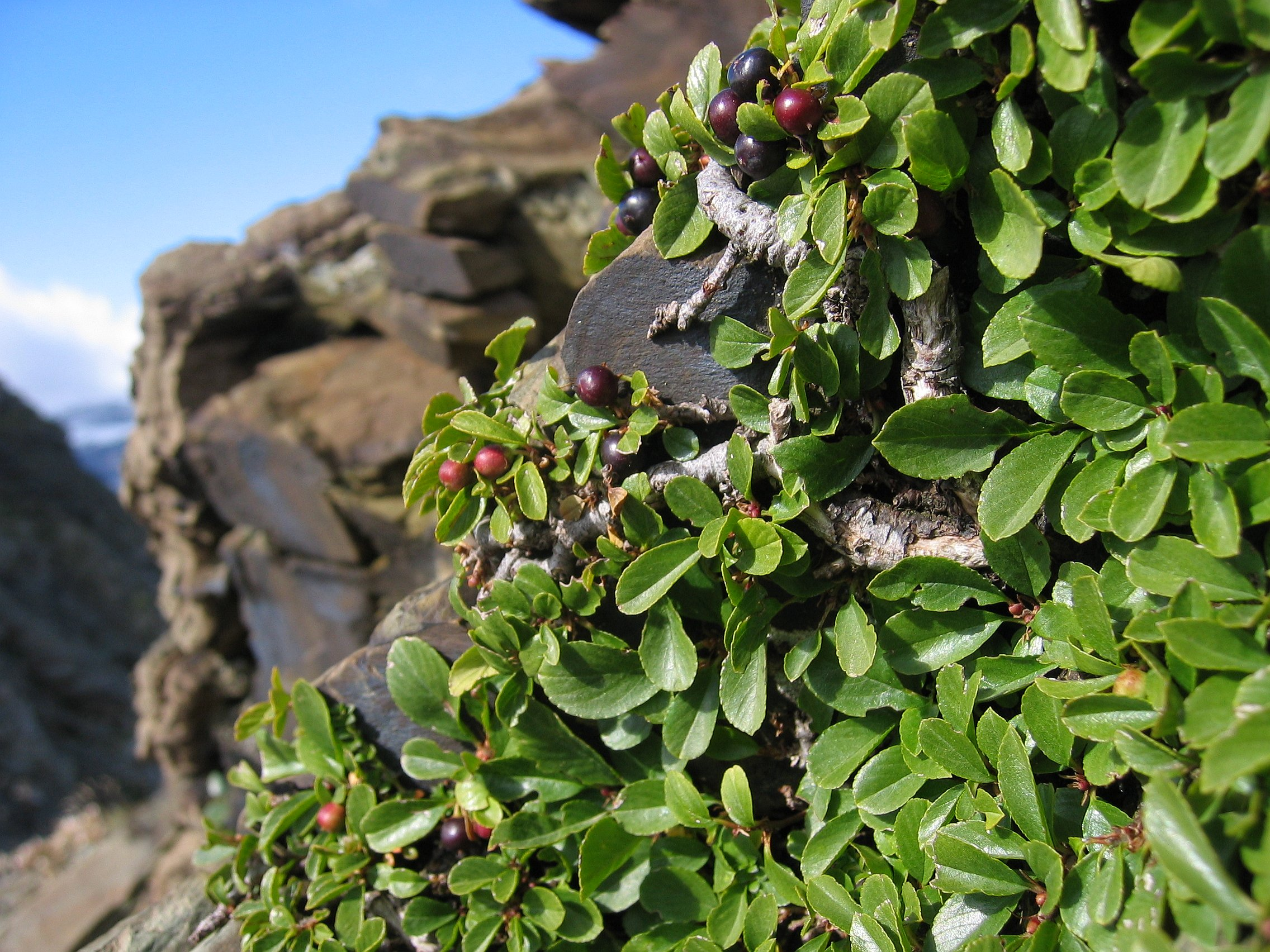
Rhamnus pumila

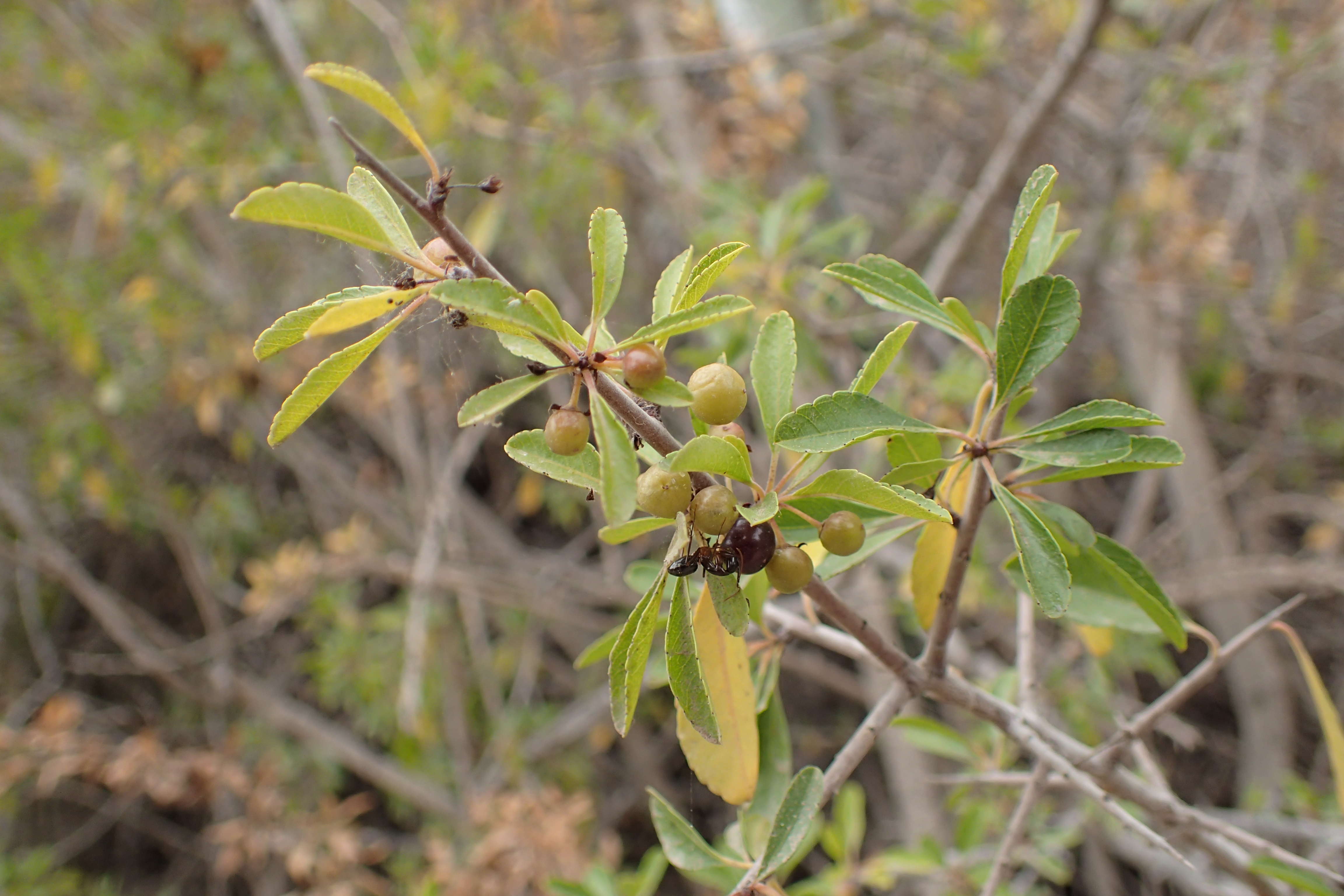
Rhamnus crenulata

Cervispina C. G. Ludwig, Oreoherzogia  W. Vent, Oreorhamnus Ridl.
Pozycja systematyczna
Rodzaj należący do plemienia Rhamneae, podrodziny Rhamnaceae, rodziny szakłakowatych (Rhamnaceae). Rodzaj blisko spokrewniony z kruszyną (Frangula), który to takson bywa tu włączany w randze podrodzaju.
Wykaz gatunków
- Rhamnus alaternus L.
- Rhamnus alnifolia L'Hér.
- Rhamnus alpina L.
- Rhamnus arguta Maxim.
- Rhamnus atlantica (Murb.) Stübing, Peris & Figuerola
- Rhamnus aurea Heppeler
- Rhamnus blumeri Greene
- Rhamnus bodinieri H. Lév.
- Rhamnus brachypoda C.Y. Wu ex Y.L. Chen & P.K. Chou
- Rhamnus breedlovei L.A. Johnst. & M.C. Johnst.
- Rhamnus bungeana J.J. Vassil.
- Rhamnus calcicolus Q.H. Chen
- Rhamnus caroliniana Walter
- Rhamnus cathartica L. – szakłak pospolity
- Rhamnus coriophylla Hand.-Mazz.
- Rhamnus crocea Nutt.
- Rhamnus dalianensis S.Y. Li & Z.H. Ning
- Rhamnus daliensis G.S. Fan & L.L. Deng
- Rhamnus davurica Pall.
- Rhamnus depressa Grubov
- Rhamnus diamantiaca Nakai
- Rhamnus diffusa Clos
- Rhamnus dumetorum C.K. Schneid.
- Rhamnus erythroxylon Pall.
- Rhamnus erythroxylum Pall.
- Rhamnus esquirolii H. Lév.
- Rhamnus flavescens Y.L. Chen & P.K. Chou
- Rhamnus formosana Matsum.
- Rhamnus fulvotincta F.P. Metcalf
- Rhamnus gilgiana Heppeler
- Rhamnus globosa Bunge
- Rhamnus grandiflora C.Y. Wu ex Y.L. Chen & P.K. Chou
- Rhamnus hainanensis Merr. & Chun
- Rhamnus hemsleyana C.K. Schneid.
- Rhamnus heterophylla Oliv.
- Rhamnus hintonii M.C. Johnst. & L.A. Johnst.
- Rhamnus humboldtiana Willd. ex Schult.
- Rhamnus hupehensis C.K. Schneid.
- Rhamnus ilicifolia Kellogg
- Rhamnus imeretina Booth, Petz. & Kirchn.
- Rhamnus iteinophylla C.K. Schneid.
- Rhamnus japonica Maxim.
- Rhamnus koraiensis C.K. Schneid.
- Rhamnus lamprophylla C.K. Schneid.
- Rhamnus lanceolata Pursh
- Rhamnus laoshanensis D.K. Zang
- Rhamnus leptacantha C.K. Schneid.
- Rhamnus leptophylla C.K. Schneid.
- Rhamnus liukiuensis (E.H. Wilson) Koidz.
- Rhamnus longistyla C.B. Wolf
- Rhamnus longpipes Steyerm.
- Rhamnus ludovici-salvatoris Chodat
- Rhamnus lycioides L.
- Rhamnus marahuacensis Steyerm. & Maguire
- Rhamnus maximovicziana J.J. Vassil.
- Rhamnus mcvaughii L.A. Johnst. & M.C. Johnst.
- Rhamnus microcarpa Boiss.
- Rhamnus minuta Grubov
- Rhamnus nakaharae (Hayata) Hayata
- Rhamnus napalensis (Wall.) M.A. Lawson
- Rhamnus neblinensis Maguire & Steyerm.
- Rhamnus nigricans Hand.-Mazz.
- Rhamnus ninglangensis Y.L. Chen
- Rhamnus orbiculata Bornm.
- Rhamnus oreodendron L.O.Williams
- Rhamnus pallasii Fisch. & C.A. Mey.
- Rhamnus parvifolia Bunge
- Rhamnus pentapomica R. Parker
- Rhamnus persica P. Lawson
- Rhamnus persicifolia Moris
- Rhamnus pilosa (Trel. ex Curran) Abrams
- Rhamnus pirifolia Greene
- Rhamnus pompana M.C. Johnst. & L.A. Johnst.
- Rhamnus pringlei Rose
- Rhamnus prinoides L'Hér.
- Rhamnus procumbens Edgew.
- Rhamnus prostrata Jacq.
- Rhamnus prunifolia Sm.
- Rhamnus psilocarpa Maguire & Steyerm.
- Rhamnus pumila Turra
- Rhamnus purpurea Edgew.
- Rhamnus rhodopea Velen.
- Rhamnus rosei M.C. Johnst. & L.A. Johnst.
- Rhamnus rosthornii E. Pritz.
- Rhamnus rugulosa Hemsl.
- Rhamnus sargentiana C.K. Schneid.
- Rhamnus saxatilis Jacq.
- Rhamnus schneideri H. Lév. & Vaniot
- Rhamnus scopulorum (M.E. Jones) C.B. Wolf
- Rhamnus seravschanica (Kom.) Kamelin
- Rhamnus serpyllifolia H. Lév.
- Rhamnus serrata Willd. ex Schult.
- Rhamnus sibthorpiana Schult.
- Rhamnus sintenisii Rech. f.
- Rhamnus sipapoensis Steyerm.
- Rhamnus smithii Greene
- Rhamnus songorica Gontsch.
- Rhamnus staddo A.Rich.
- Rhamnus standleyana C.B. Wolf
- Rhamnus subapetala Merr.
- Rhamnus tangutica J.J. Vassil.
- Rhamnus tortuosa Sommier & Levier
- Rhamnus triquetra (Wall.) Brandis
- Rhamnus tzekweiensis Y.L. Chen & P.K. Chou
- Rhamnus ussuriensis J.J. Vassil.
- Rhamnus utilis Decne.
- Rhamnus virgata Roxb.
- Rhamnus wendtii Ishiki
- Rhamnus wilsonii C.K. Schneid.
- Rhamnus wumingensis Y.L. Chen & P.K. Chou
- Rhamnus xizangensis Y.L. Chen & P.K. Chou
- Rhamnus yoshinoi Makino

Mieszańce międzygatunkowe
- Rhamnus × intermedia Steud. & Hochst.

## Zastosowanie
Niektóre gatunki są uprawiane jako rośliny ozdobne. Z niektórych produkuje się barwniki. Niektóre są wykorzystywane do produkcji lekarstw (szczególnie przeczyszczających).